# Кам'янське-Пасажирське
Кáм'янське-Пасажи́рське (до 23 березня 2017 року — Дніпродзержи́нськ-Пасажи́рський) — пасажирська залізнична станція 3-го класу Дніпровської дирекції Придніпровської залізниці на електрифікованій лінії Верхівцеве — Запоріжжя-Кам'янське. Розташована у західній частині міста Кам'янське Дніпропетровської області.
На вокзалі діють зал чекання, каси продажу проїзних документів на поїзди приміського та далекого сполучення, камери схову, багажне відділення.

## Історія
Станція відкрита 30 травня 1965 року, одночасно з відкриттям залізничного вокзалу Дніпродзержинськ-Пасажирський (нині — Кам'янське-Пасажирське). Вокзал збудований трестом «Дніпротрансбуд» за індивідуальним проєктом інституту «Дніпродіпротранс».
У 1958 року лінія електрифікована в складі дільниці П'ятихатки — Нижньодніпровськ-Вузол. 1968 року електрифікована лінія у напрямку станцій Кам'янське-Лівобережне, Балівка до станції Самар-Дніпровський.
15 грудня 2016 року, відповідно до Закону України «Про засудження і заборону пропаганди націонал-соціалістичного (нацистського) та тоталітарного режимів», станцію було запропоновано перейменувати на Кам'янське-Пасажирське, за аналогією з назвою міста, в якому вона розташована.
23 березня 2017 року станція отримала сучасну назву — Кам'янське-Пасажирське.

Світлини станції до 23 березня 2017 року
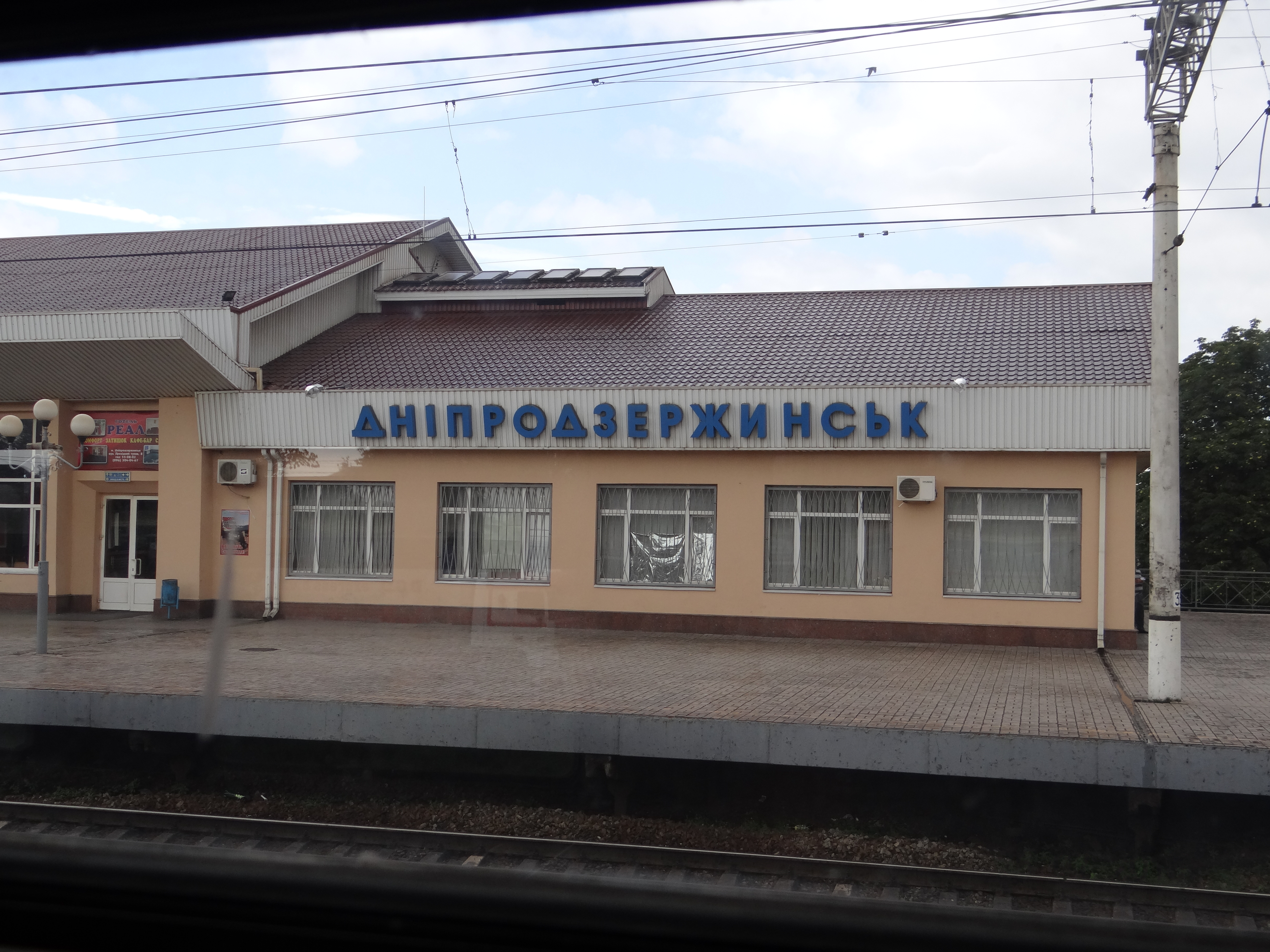
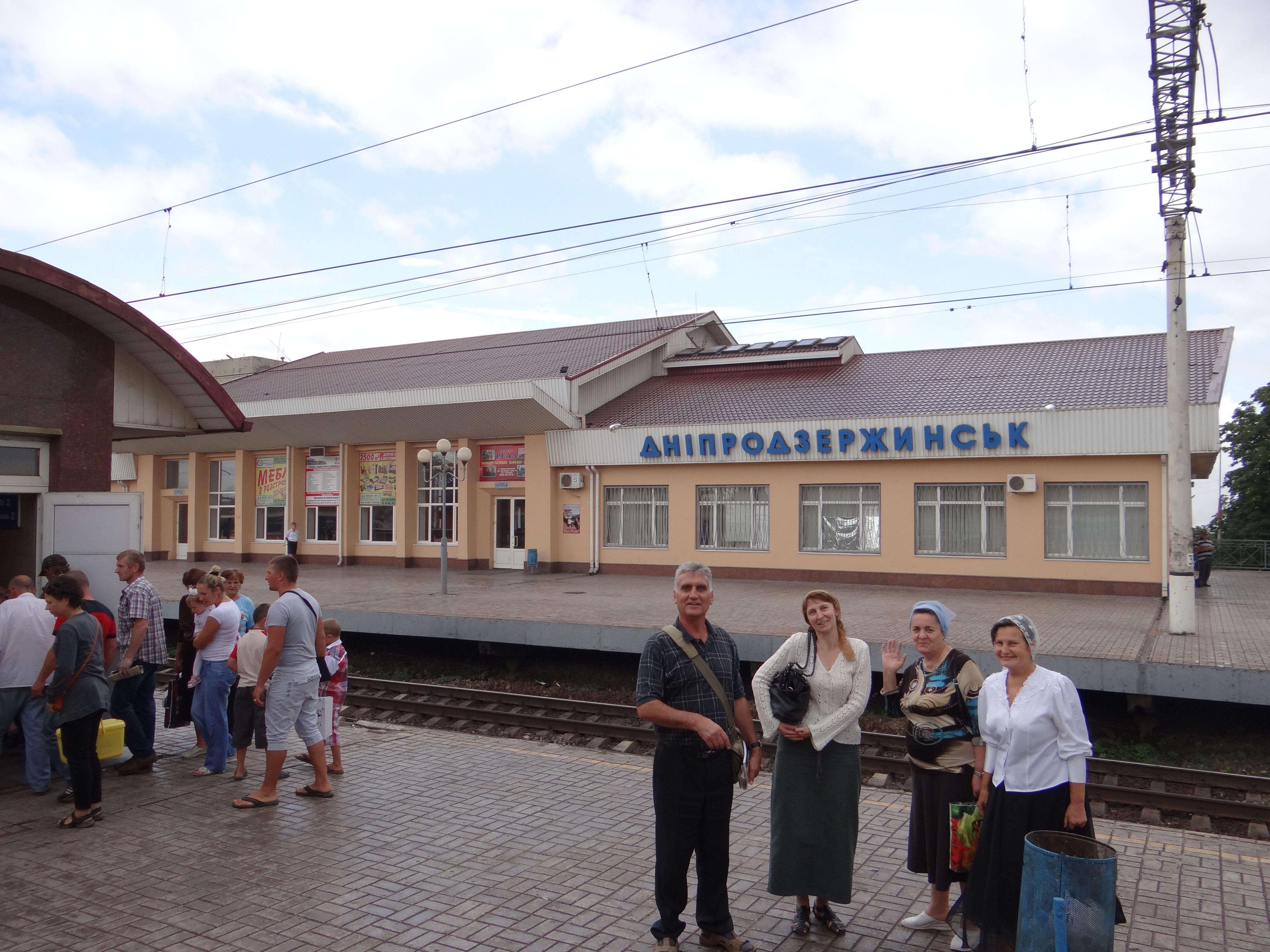

У грудні 2023 році «Укрзалізниця» розпочала реалізацію проєкту «Dnipro City Express». На першому етапі проєкту модернізовані електропоїзди вирушили у рейси за маршрутом Дніпро — Кам'янське — Дніпро. На другому етапі проєкту — призначені з 29 березня 2024 року модернізовані приміські електропоїзди у сполученні Кам'янське — Дніпро — Синельникове I, які зупиняються на  найбільших станціях на маршруті руху — Запоріжжя-Кам'янське, Сухачівка, Діївка, Горяїнове, Дніпро-Головний, Нижньодніпровськ, Ксеніївка, Ігрень, Яворницьке, Синельникове II, забезпечуючи зручне тактове сполучення між районами і берегами самого Дніпра так і для мешканців агломерації.

## Пасажирське сполучення
На станції Кам'янське-Пасажирське зупиняються поїзди далекого сполучення, в тому числі регіональні денні швидкісні поїзди «Інтерсіті+» сполученням Київ — Дніпро та Київ — Запоріжжя, а також всі приміські електропоїзди.
Від залізничного вокзалу Кам'янське-Пасажирське курсують автобуси № 100 та 215, якими є можливість дістатися до міста Дніпро.

## Галерея

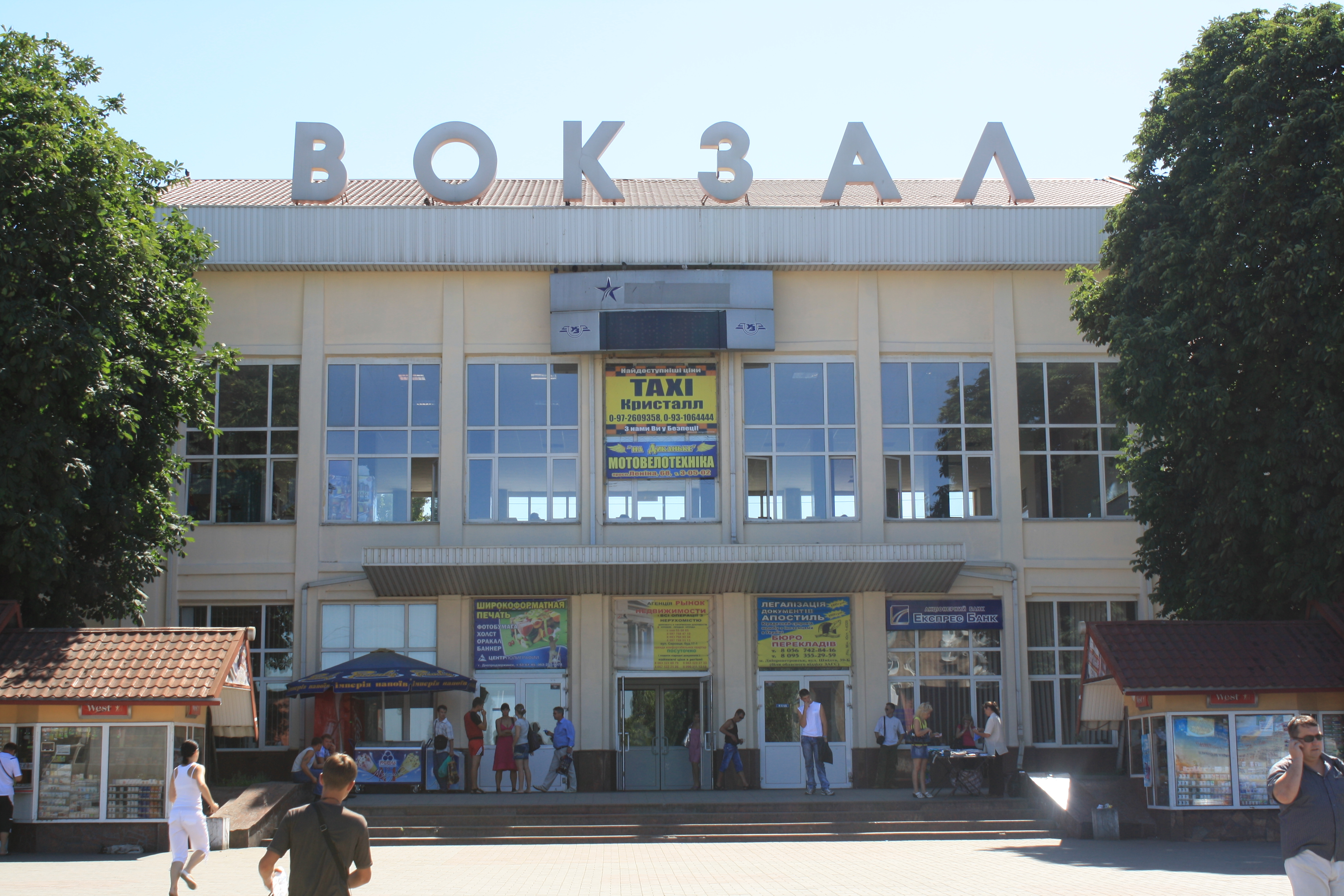
Залізничний вокзал
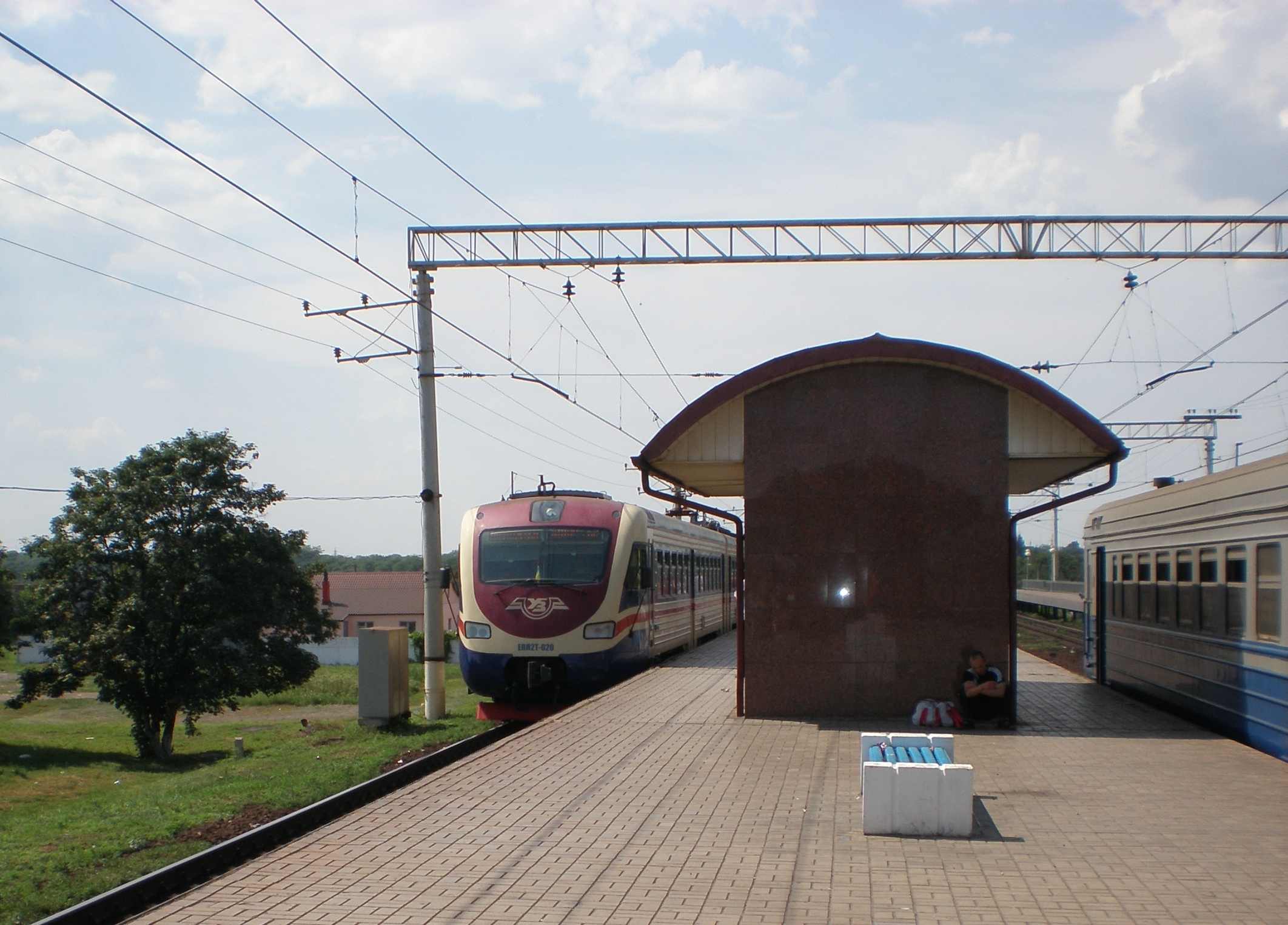
Електропоїзди на острівній платформі
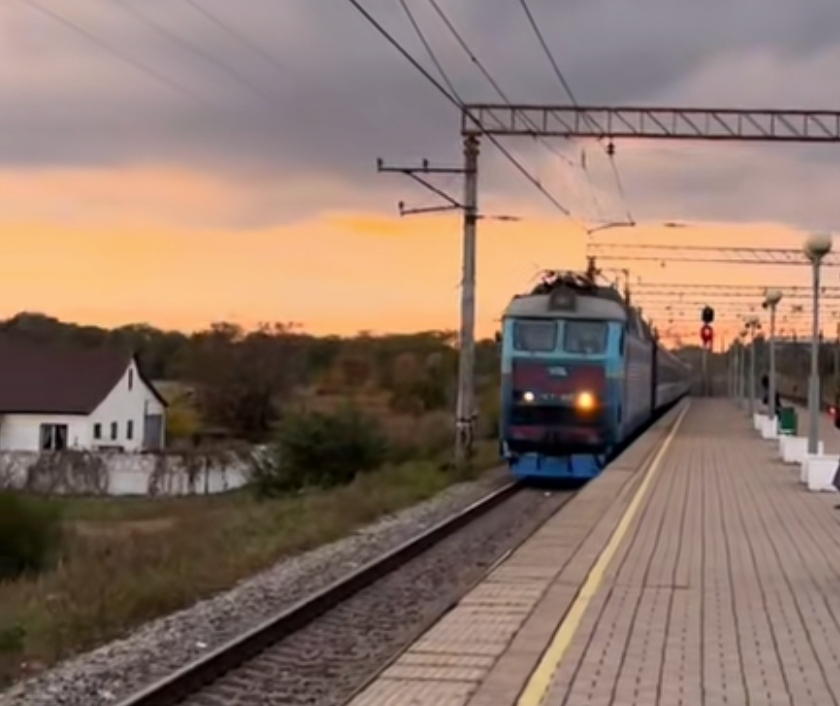
ЧС7-309 з пасажирським поїздом
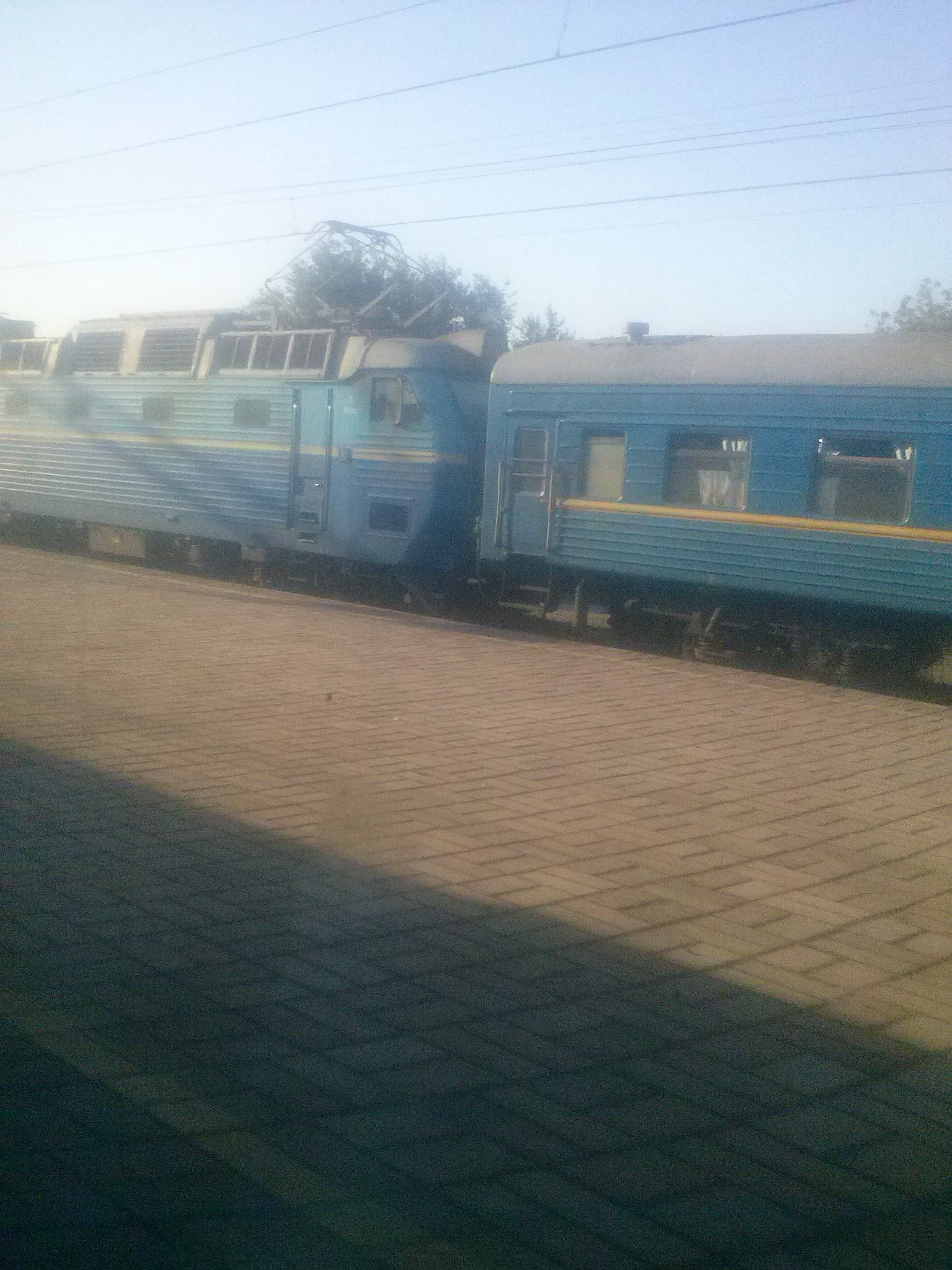
Нічний швидкий поїзд № 85/86 Новоолексіївка — Львів на ст. Кам'янське-Пасажирське
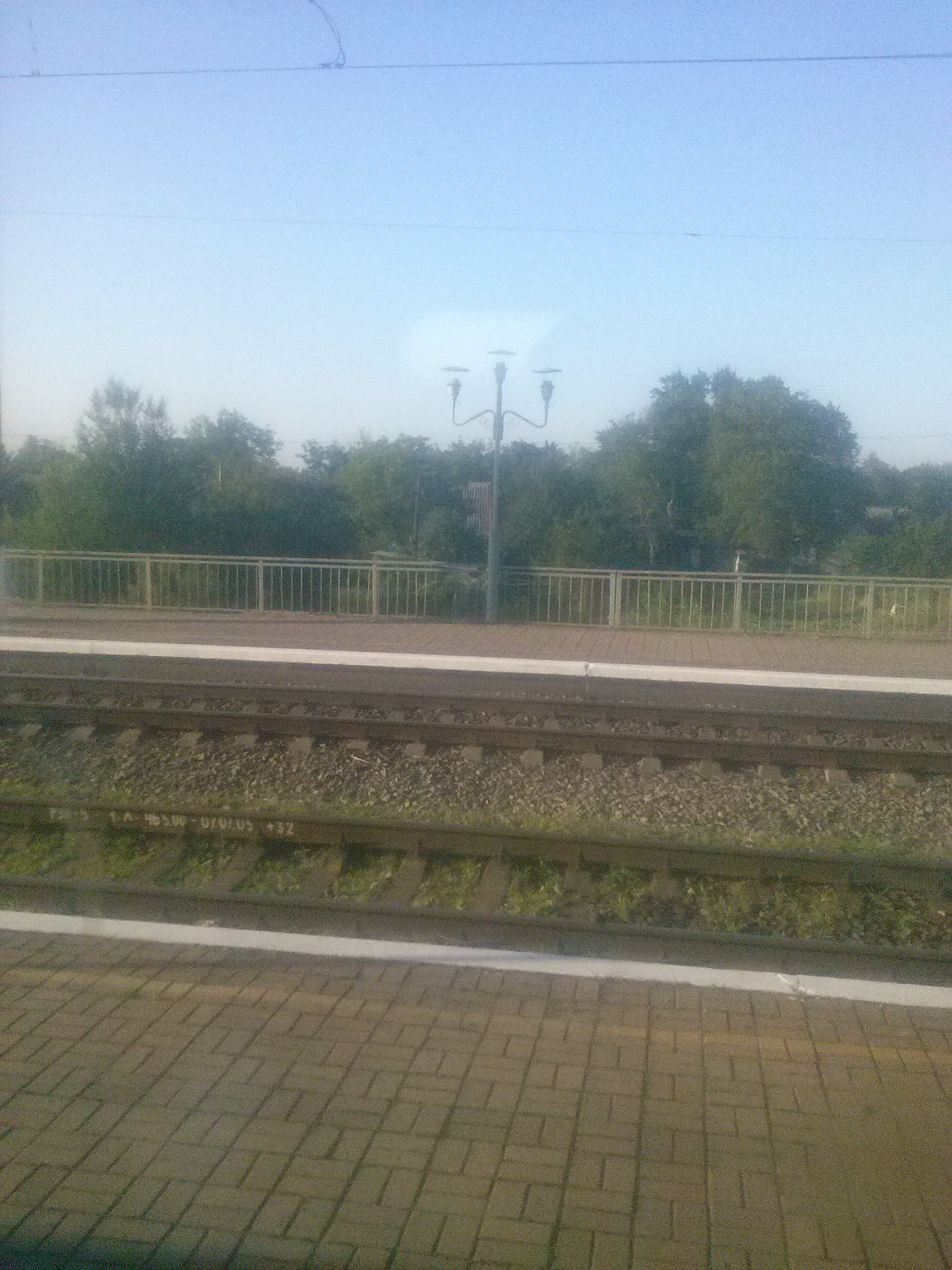
Пасажирські платформи